# Tillmann Depping
Tillmann Depping (geboren 1998 in Detmold) ist ein deutscher Theater- und Filmschauspieler. Außerdem ist er als Sprecher und Synchronschauspieler tätig.

## Leben
Depping studierte Schauspiel an der Hochschule der Künste Bern. Seine ersten Theatererfahrungen sammelte er am Landestheater Detmold und am Alarmtheater Bielefeld. Gesanglich wurde er von  Hans-Hermann Jansen und Stefanie Wüst bis zu seinem Studium in Bern begleitet.
Mit dem Abschluss seines Schauspielstudiums im Jahr 2025 setzt er nun seine Karriere als Schauspieler und Sprecher fort.

## Filmografie (Auswahl)
- 2023 Der ZürichKrimi - Borchert und die Stadt in Angst (Fernsehreihe)
- 2021 Der Lehrer (Fernseh-Serie)
- 2019  Zwischen uns die Mauer (Kinospielfilm)
- 2019 Mann, Sieber! (Fernseh-Serie)
- 2017 Mann, Sieber! (Fernseh-Serie)
- 2019 EFFET (WEB-Serie)
- 2017–18 Von hier nach Glück (Musikvideo-Reihe)

## Theater (Auswahl)
- 2025 Bühnen Bern - Gendarm - Graf Öderland - Armin Petras
- 2024–25 Bühnen Bern - Fjosok - Ronja Räubertochter -  Franziska Stuhr
- 2024 Bühnen Bern | Mercutio | Romeo und Julia - Ruth Mensah
- 2020–21 Mainzer Unterhaus - Ensemblemitglied Nobodys Company - Stephan Denzer/Max Giermann
- 2019–20 Kammerspiele Ansbach - Dornröschen - Küchenjunge, Prinz - Christian Mark
- 2018–19 Urania Theater - The Sherlock Musical - Charles - Bettina Montazem
- 2018 Kleines Theater Bad Godesberg - Lili Marleen - Ein Lied geht um die Welt - Rolf Liebermann - Bettina Montazem
- 2017–19 Opernwerkstatt am Rhein - Hamlet - Laertes - Sascha von Donat
- 2015–16 Alarmtheater Bielefeld
- 2014–15 Landestheater Detmold - Meine Schwester und Ich - Crêpe - Guta G. N. Rau

## Sprecher und Synchron (Auswahl)
Sprecher
- 2018: Ken Follett: Das Fundament der Ewigkeit, 4. und 7. Teil – Bearbeitung und Regie: Thomas Werner (Hörspielbearbeitung – WDR)
- 2018: Auf großer Fahrt – WDR
- 2019: Musikportrait – Das finnische Dirigentenwunder – WDR 3

Synchron
- 2019: Abigail (Kinospielfilm)
- 2020: Black Out (Fernseh-Serie)
- 2021: Ladydriver (Kinospielfilm)

Lesungen
- 2024: Eine Weihnachtsgeschichte nach Charles Dickens - Bühnen Bern